# Juana Barraza
Juana Barraza, född 27 december 1957, är en mexikansk seriemördare och tidigare fribrottare ökänd som La Mataviejitas (Eng. "The Old Lady Killer"). Hon avtjänar ett straff på 759 år i fängelse efter att ha mördat minst 11 äldre damer i Mexico City, Mexiko. Hennes första mord ägde enligt vissa uppgifter rum i slutet av 1990-talet, medan det första bekräftade mordet ägde rum den 17 november 2003.